# Ratu (duet muzyczny)
Ratu – indonezyjski duet muzyczny, w skład którego wchodziły Maia Ahmad i Mulan Kwok (wcześniej Pinkan Mambo).
Do popularnych utworów duetu należą: „Baik-Baik Saja”, „Teman Tapi Mesra”, „Lelaki Buaya Darat”.
Pierwszy album Ratu został wydany w 2003 roku, pojawiły się na nim m.in. single „Aku Baik-Baik Saja”, „Salahkah Aku Terlalu Mencintaimu”, „Jangan Bilang Siapa-Siapa”. Według portalu KapanLagi.com za sprawą tego albumu duet stał się najbardziej wpływową żeńską grupą muzyczną w Indonezji.

## Dyskografia
- 2003: Bersama
- 2005: Ratu & Friends
- 2006: No. Satu

## Nagrody i nominacje
| Rok  | Nagroda                  | Kategoria                    | Dzieło               | Wynik     |
| ---- | ------------------------ | ---------------------------- | -------------------- | --------- |
| 2003 | Anugerah Musik Indonesia | Pendatang Baru Terbaik       |                      | Nominacja |
| 2003 | Anugerah Musik Indonesia | Produser Terbaik             |                      | Nominacja |
| 2003 | Clear Top Ten Awards     | Pendatang Baru Terbaik       |                      | Wygrana   |
| 2003 | MTV Ampuh                | Artist of the Year           |                      | Wygrana   |
| 2003 | MTV Ampuh                | Group/Duo Artist of The Year |                      | Wygrana   |
| 2006 | Anugerah Musik Indonesia | Album Terbaik                | No. Satu             | Nominacja |
| 2006 | Anugerah Musik Indonesia | Duo/Kolaborasi/Grup Terbaik  |                      | Nominacja |
| 2006 | Anugerah Musik Indonesia | Karya Produksi Terbaik       | „Teman Tapi Mesra”   | Wygrana   |
| 2006 | SCTV Awards              | Penyanyi Paling Ngetop       |                      | Wygrana   |
| 2006 | SCTV Music Awards        | Penyanyi/Grup Paling Ngetop  |                      | Nominacja |
| 2006 | MTV Ampuh                | Artist of the Year           |                      | Wygrana   |
| 2006 | MTV Ampuh                | Group/Duo Artist of The Year |                      | Wygrana   |
| 2006 | MTV Indonesia Awards     | Most Favorite Group/Band/Duo |                      | Nominacja |
| 2006 | MTV Indonesia Awards     | Video of the Year            | „Lelaki Buaya Darat” | Nominacja |
| 2007 | SCTV Music Awards        | Penyanyi/Grup Paling Ngetop  |                      | Nominacja |
| 2007 | SCTV Music Awards        | Video Klip Paling Ngetop     | „Lelaki Buaya Darat” | Nominacja |